# Distretto di Usino Bundi
Il distretto di Usino Bundi, in inglese Usino Bundi District, è un distretto della Papua Nuova Guinea appartenente alla Provincia di Madang. Ha una superficie di 7.687 km² e 48.000 abitanti (stima nel 2000)